# Торо (народ)
Торо — народ, проживающий в западной части Уганды (район межозёрья), относятся к группе банту. Численность составляет около 898 тысяч человек.

## Язык
Язык общения — торо (рутооро), относящийся к северо-восточной группе языков банту. Имеется письменность, основанная на латинской графике (с 30-х годов XIX века). Результатом её появления стала междоусобная борьба, после которой произошло присоединение к Уньоро.

## Религия
Большинство исповедует христианство, но традиционная религия предков — это вера в духов и легендарных царей-бачведузи.

## История
В начале II тыс. н. э. на территории Уганды обитали земльдельцы-бату, имевшие своё раннегосударственное образование, куда к этому периоду мигрировали скотоводы-нилоты. Затем, в середине века, было сформировано несколько государств, которые имели феодальные черты. Племена торо входили в одно из таких образований — Буньоро.
Скотоводы (хима) - потомки нилотов - и земледельцы (иру) образовали экономически выгодную систему, делящую хима и иру на трудовые касты. В высшую касту входили скотоводы, в низшую земледельцы. Иру не имели права носить оружие, вступать в военные отряды и держать в хозяйстве скот, а также связывать себя узами брака с вышестоящими скотоводами (хима). Верховная власть была в руках правителя (омукама), которому подчинялись вожди всех племён государства. В 1822 г. племена торо предприняли попытку существовать обособленно от Буньоро. К 1900 г. Буньоро находилось под протекторатом Великобритании, к этому времени племена торо присоединились к остальным племенам.

## Жилище
Торо живут в круглых хижинах на каркасах из веток, с крышей, покрытой травой и плетёными стенами.

## Традиционные занятия
Занимаются изготовлением керамических, богато орнаментированных гончарных сосудов и плетением циновок. Также торо задействованы в животноводстве и земледелии (подсечно-огневого типа), выращивают бананы, кукурузу, бобовые культуры, просо. В колониальный период были заняты чаем, пшеницей, хлопчатник и кофе.

## Основная пища
Основные продукты питания растительные: ячмень, бобовые, маниока, земляной орех.

## Одежда
Покрывало — основное одеяние торо, которое состоит из растительных волокон (луба) или кожи. Они перекидывают их через плечо или обматывают покрывалами талию. Украшений торо используют немного. Раньше удаляли себе 6 передних зубов и брили голову.

## Социальная организация
Основной социально-экономической ячейкой является семья, родовая община все больше становится соседской.